# Lapicida aquatica
Lapicida aquatica är en stekelart som beskrevs av Donald L.J. Quicke 1989. Lapicida aquatica ingår i släktet Lapicida och familjen bracksteklar. Inga underarter finns listade i Catalogue of Life.